# Karta z numerem osobistym (Japonia)
Karta z numerem osobistym (jap. マイナンバーカード mai nanbā kādo, ang. Individual Number Card) – dokument tożsamości wydawany obywatelom Japonii i zagranicznym rezydentom, zawierający unikalny 12-cyfrowy numer osobisty, który służy jako krajowy numer identyfikacyjny. W przeciwieństwie do podobnych europejskich dowodów osobistych, karta z numerem osobistym jest dobrowolnym dokumentem tożsamości i nie potwierdza obywatelstwa, ale numer osobisty na karcie może być używany przy ubieganiu się o konta bankowe i emerytury.
Wydawanie karty rozpoczęło się pod koniec stycznia 2016 roku.
Przód karty zawiera zdjęcie, cztery podstawowe dane (imię i nazwisko, adres, datę urodzenia i płeć) oraz okres ważności, natomiast tył karty zawiera numer osobisty, imię i nazwisko oraz datę urodzenia.